# Petra Lamy
Petra Lamy (* 19. April 1961 in Saarbrücken) ist eine deutsche Schauspielerin, Musicaldarstellerin und Chanson-Sängerin.

## Leben
Nach dem Studium der Romanistik an der Universität des Saarlandes wurde Petra Lamy als Musical-Darstellerin und Cabaret-Sängerin tätig. In zahlreichen Haupt- und Nebenrollen trat sie in Musical- oder Revue-Produktionen in ganz Deutschland oder dem Ausland auf. Als Chanson-Sängerin wurde sie vor allem mit ihrer Édith-Piaf-Hommage bekannt. Ab 1988 spielte sie Nebenrollen in mehreren Tatort-Folgen des Saarländischen Rundfunks. Ende der 1990er Jahre spielte sie in der Dreigroschenoper des Ensemble Modern als Frau Peachum mit. 2016 bis 2017 spielte sie die Grandma im Musical The Addams Family.
Seit 2010 leitet sie im ersten Stock der ehemaligen Neufang-Brauerei die private Schauspielschule acting and arts.

## Filmografie (Auswahl)
- 1988: Tatort – Salü Palu
- 2002: Tatort – Alibi für Amelie
- 2004: Tatort – Teufel im Leib
- 2004: Die Kirschenkönigin
- 2005: Tatort – Rache-Engel
- 2010: Tatort – Hilflos
- 2010: Dancing on a Dry Salt Lake
- 2017: Tatort – Söhne und Väter